# Dipendenza Villa Spinelli
Die Dipendenza Villa Spinelli ist ein Landhaus aus dem 18. Jahrhundert im Viertel Barra von Neapel in der italienischen Region Kampanien. Es liegt im Gebiet der Miglio d’oro, in der Via Giambattista Vela, 23.

## Beschreibung
Im Park der Villa Spinelli di Scalea wurde diese wertvolle kleine Dépendance im Stile des Klassizismus errichtet, die zu den schönsten der Gegend zählt.
Heute gehört das Gebäude zu den am besten erhaltenen Villen in Barra und beherbergt das Hospiz der Povere figlie della Visitazione di Maria Santissima (dt.: Arme Töchter der Visitation der heiligsten Maria). Ein schöner, reich bepflanzter Garten umgibt das Gebäude.